# Pabu (Mond)
Pabu ist die kleinere Komponente (Mond) des Doppelasteroiden-Systems des Kuipergürtel-Asteroiden und Cubewanos (66652) Borasisi. Sein mittlerer Durchmesser beträgt rund 134 Kilometer, womit er nur etwa 17,5 % kleiner als der Mutterasteroid ist.

## Entdeckung und Benennung
Pabu wurde am 23. April 2003 von Keith S. Noll, Denise C. Stephens, Dale Cruikshank, Will M. Grundy, William Romanishin und Stephen C. Tegler bei Beobachtungen mit Hilfe des Infrarot-Spektrometers des Hubble-Weltraumteleskops entdeckt. Am 9. November 2001 wiesen Hubble-Beobachtungen bereits vage auf einen Begleiter hin. Pabu wurde bei 0,21 ± 0,02 Bogensekunden Abstand zu dem vier Jahre zuvor entdeckten Borasisi gefunden, woraus zunächst ein Abstand beider Körper von 6300 km ± 600 km errechnet wurde. Die Entdeckung wurde am 6. Juni 2003 bekanntgegeben; der Begleiter erhielt die vorläufige Bezeichnung S/2003 (66652) 1.
Das System von Borasisi und Pabu sind die ersten Asteroiden des Kuipergürtels, der nicht nach einer real existierenden Mythologie benannt wurde. Pabu als Bezeichnung für Mond entstammt ebenso wie Borasisi der fiktiven Religion des „Bokononismus“ in Kurt Vonneguts Roman Katzenwiege (Cat's Cradle, 1963). Der Mond erhielt passend zur Namensgebung des Hauptkörpers den Namen Pabu.

## Bahneigenschaften

Pabu umkreist Borasisi in einer retrograden, sehr elliptischen Umlaufbahn zwischen 2516 und 6804 km Abstand zu dessen Zentrum (Große Bahnhalbachse 4660 km beziehungsweise rund 56,1 Borasisi- bzw. 68,0 Paburadien). Da beide um den gemeinsamen Schwerpunkt kreisen, ist das System als Doppelasteroiden-System aufzufassen. Die Bahnexzentrizität beträgt 0,460, die Bahn ist 152,0° gegenüber der Ekliptik geneigt.
Pabu und Borasisi umrunden einander in 46 Tagen, 6 Stunden und 18,7 Minuten, was 2.274,2 Umläufen in einem Borasisi-Jahr (288,05 Erdjahre) entspricht.

## Physikalische Eigenschaften
Pabu hat einen Durchmesser von geschätzten 137 km (etwa 82,5 % des Zentralkörpers), beruhend auf dem für Borasisi entsprechenden angenommenen gleichen Rückstrahlvermögen von 12 – 17 %. Die Oberfläche ist damit relativ dunkel. Seine Dichte wird wie Borasisi auf etwa 1,0 g/cm3 geschätzt. Es ist daher anzunehmen, dass Pabu im Innern porös ist und zu den Rubble Piles gehört. Eine andere Möglichkeit wäre ein hohes Wassereisvorkommen.

## Erforschung
Seit der Entdeckung 2003 konnte Pabu durch das Hubble-Weltraumteleskop sowie durch erdgebundene Teleskope beobachtet werden, und dabei wurden seine Bahnelemente bestimmt.